# 65 d'Andròmeda
65 d'Andròmeda (65 Andromedae) és una estrella de la constel·lació d'Andròmeda. Té una magnitud aparent de 4,73, sent visible a simple vista. La distància a 65 And es pot derivar del seu desplaçament de paral·laxi anual de 7,5 mas, que resulta en un rang aproximat de 440 anys llum. A aquesta distància, la seva brillantor és relativament reduïda principalment per la llei de l'invers del quadrat sinó també per una extinció de 0,16 de magnitud a causa de la pols interestel·lar. L'estrella s'acosta a la Terra amb una velocitat radial heliocèntrica de −5 km/s.
Es tracta d'una estrella gegant amb un lleuger dèficit de ferro amb una classificació estel·lar de K4.5 III, cosa que indica que, a l'edat de tres mil milions d'anys, és una estrella evolucionada que ha esgotat l'hidrogen en el seu nucli i ha ampliat el seu radi. El diàmetre angular mesurat d'aquesta estrella, després de la correcció d'enfosquiment vers el limbe, és de 3,28±0,06 mas. A la distància estimada d'aquesta estrella, es calcula una mida física aproximada de 47 vegades el radi del sol. L'estrella té 1,6 vegades la massa del sol i radia 372 vegades la seva lluminositat de la seva ampliada fotosfera a una temperatura efectiva de 3.927 K.
Quant al feble triangle i context en què figura l'estrella vegeu 63 d'Andròmeda.